# Le Theil-en-Auge
Le Theil-en-Auge is een gemeente in het Franse departement Calvados (regio Normandië) en telt 161 inwoners (2004). De plaats maakt deel uit van het arrondissement Lisieux.

## Geografie
De oppervlakte van Le Theil-en-Auge bedraagt 2,8 km², de bevolkingsdichtheid is 57,5 inwoners per km².
De onderstaande kaart toont de ligging van Le Theil-en-Auge met de belangrijkste infrastructuur en aangrenzende gemeenten.

## Demografie
Onderstaande figuur toont het verloop van het inwonertal (bron: INSEE-tellingen).
Vanwege een beveiligingsprobleem met de MediaWiki Graph-software is het momenteel niet mogelijk deze grafiek weer te geven. Zodra de software is bijgewerkt zal de grafiek vanzelf weer zichtbaar worden.